# Danh sách sân bay bận rộn nhất thế giới theo lượng khách
 Sân bay bận rộn thế giới tính theo lưu lượng hành khách  được đo bằng tổng số lượt khách (dữ liệu từ Hội đồng Sân bay Quốc tế (ACI)), được định nghĩa là hành khách trên máy bay cộng với hành khách xuống máy bay hành khách trung chuyển trực tiếp. Sân bay quốc tế Hartsfield-Jackson Atlanta đã là sân bay bận rộn nhất trên thế giới hàng năm kể từ năm 2000; với tất cả các sân bay kết hợp London có hệ thống sân bay thành phố bận rộn nhất thế giới tính theo lượng hành khách.
Để thống nhất, con số hàng năm của ACI luôn được sử dụng trong các bài thuyết trình và xếp hạng cuối cùng, kể cả trường hợp số liệu đưa ra bởi các nhà khai thác sân bay hay các cơ quan khác nhau.

## Năm 2014
Số liệu năm (tháng 1 đến tháng 11) của Hội đồng Sân bay Quốc tế như sau:
| Hạng | Sân bay                                    | Vị trí                                          | Quốc gia                             | Mã (IATA/ICAO) | Tổng lượng khách | Hạng Thay đổi | % Thay đổi |
| ---- | ------------------------------------------ | ----------------------------------------------- | ------------------------------------ | -------------- | ---------------- | ------------- | ---------- |
| 1.   | Sân bay quốc tế Hartsfield–Jackson Atlanta | Atlanta, Georgia                                | Hoa Kỳ                               | ATL/KATL       | 88.302.748       | Giữ nguyên    | 2,0%       |
| 2.   | Sân bay quốc tế Thủ đô Bắc Kinh            | Chaoyang, Bắc Kinh                              | Trung Quốc                           | PEK/ZBAA       | 79.120.736       | Giữ nguyên    | 2,6%       |
| 3.   | Sân bay Heathrow                           | Hillingdon, London                              | Vương quốc Anh                       | LHR/EGLL       | 67.479.784       | Giữ nguyên    | 1,4%       |
| 4.   | Tokyo Sân bay Haneda                       | Ōta, Tokyo                                      | Nhật Bản                             | HND/RJTT       | 66.852.298       | Giữ nguyên    | 6,0%       |
| 5.   | Sân bay quốc tế Los Angeles                | Los Angeles, California                         | Hoa Kỳ                               | LAX/KLAX       | 64.744.367       | 1             | 6,3%       |
| 6.   | Sân bay quốc tế O'Hare                     | Chicago, Illinois                               | Hoa Kỳ                               | ORD/KORD       | 64.298.571       | 1             | 4,3%       |
| 7.   | sân bay quốc tế Dubai                      | Garhoud, Dubai                                  | Các tiểu vương quốc Ả Rập Thống nhất | DXB/OMDB       | 63.977.063       | Giữ nguyên    | 6,0%       |
| 8.   | Sân bay Charles de Gaulle                  | Roissy-en-France, Île-de-France                 | Pháp                                 | CDG/LFPG       | 58.806.361       | Giữ nguyên    | 2,7%       |
| 9.   | Sân bay quốc tế Dallas/Fort Worth          | Dallas-Fort Worth, Texas                        | Hoa Kỳ                               | DFW/KDFW       | 58.289.385       | Giữ nguyên    | 4,8%       |
| 10.  | Sân bay quốc tế Hồng Kông                  | Chek Lap Kok, Hong Kong                         | Trung Quốc                           | HKG/VHHH       | 57.520.774       | 1             | 5,8%       |
| 11.  | Sân bay Frankfurt                          | Frankfurt, Hesse                                | Đức                                  | FRA/EDDF       | 55.551.508       | 1             | 3,0%       |
| 12.  | sân bay Istanbul Ataturk                   | Istanbul                                        | Thổ Nhĩ Kỹ                           | IST/LTBA       | 52.298.603       | 6             | 10.4%      |
| 13.  | Sân bay quốc tế Soekarno-Hatta             | Cengkareng, Banten                              | Indonesia                            | CGK/WIII       | 51.767.146       | 3             | 5,1%       |
| 14.  | Sân bay Amsterdam Schiphol                 | Haarlemmermeer, North Holland                   | The Hà Lan                           | AMS/EHAM       | 50.996.462       | Giữ nguyên    | 4,5%       |
| 15.  | Sân bay quốc tế Bạch Vân Quảng Châu        | Huadu, Quảng Châu, Quảng Đông                   | Trung Quốc                           | CAN/ZGGG       | 50.171.612       | 1             | 4,2%       |
| 16.  | Sân bay quốc tế Denver                     | Denver, Colorado                                | Hoa Kỳ                               | DEN/KDEN       | 49.075.222       | 1             | 2,2%       |
| 17.  | Sân bay Changi                             | Changi                                          | Singapore                            | SIN/WSSS       | 48.998.802       | 4             | 0,8%       |
| 18.  | Sân bay quốc tế John F. Kennedy            | Queens, New York City, Sân bay quốc tế New York | Hoa Kỳ                               | JFK/KJFK       | 48.632.345       | 1             | 5,4%       |
| 19.  | Sân bay quốc tế Phố Đông Thượng Hải        | Phố Đông, Thượng Hải                            | Trung Quốc                           | PVG/ZSPD       | 47.376.108       | 2             | 8,8%       |
| 20.  | Sân bay quốc tế Kuala Lumpur               | Sepang, Selangor                                | Malaysia                             | KUL/WMKK       | 44.082.044       | Giữ nguyên    | 3,3%       |
| 21.  | Sân bay quốc tế San Francisco              | San Mateo County, California                    | Hoa Kỳ                               | SFO/KSFO       | 43.258.776       | 1             | 5,2%       |
| 22.  | Sân bay Suvarnabhumi                       | Bang Phli, Samut Prakan                         | Thái Lan                             | BKK/VTBS       | 41.706.195       | 5             | 11.1%      |
| 23.  | Sân bay quốc tế Incheon                    | Incheon                                         | Hàn Quốc                             | ICN/RKSI       | 41.694.893       | 2             | 9,2%       |
| 24.  | Sân bay quốc tế Charlotte Douglas          | Charlotte, North Carolina                       | Hoa Kỳ                               | CLT/KCLT       | 40.617.014       | 1             | 2,3%       |
| 25.  | Sân bay quốc tế McCarran                   | Las Vegas, Nevada                               | Hoa Kỳ                               | LAS/KLAS       | 39.507.309       | 1             | 2,5%       |
| 26.  | sân bay Madrid Barajas                     | Madrid                                          | Tây Ban Nha                          | MAD/LEMD       | 38.472.071       | 3             | 4,9%       |
| 27.  | Sân bay quốc tế Phoenix Sky Harbor         | Phoenix, Arizona                                | Hoa Kỳ                               | PHX/KPHX       | 38.371.296       | Giữ nguyên    | 4,3%       |
| 28.  | Sân bay liên lục địa George Bush           | Houston, Texas                                  | Hoa Kỳ                               | IAH/KIAH       | 37.557.184       | Giữ nguyên    | 3,3%       |
| 29.  | Sân bay Munich                             | Munich                                          | Đức                                  | MUC/EDDM       | 36.908.189       | 1             | 2,7%       |
| 30.  | Sân bay quốc tế Miami                      | Miami-Dade County, Florida                      | Hoa Kỳ                               | MIA/KMIA       | 36.908.065       | 4             | 0,2%       |

## Số liệu năm 2013
Số liệu trong năm như sau.
| Hạng | Sân bay                                    | Vị trí                                               | Mã (IATA/ICAO) | Tổng số khách | Hạng Thay đổi | % Thay đổi |
| ---- | ------------------------------------------ | ---------------------------------------------------- | -------------- | ------------- | ------------- | ---------- |
| 1.   | Sân bay quốc tế Hartsfield–Jackson Atlanta | Atlanta, Georgia, Hoa Kỳ                             | ATL/KATL       | 94.430.785    | Giữ nguyên    | 1,1%       |
| 2.   | Sân bay quốc tế Thủ đô Bắc Kinh            | Chaoyang, Bắc Kinh, Trung Quốc                       | PEK/ZBAA       | 83.712.355    | Giữ nguyên    | 2,2%       |
| 3.   | Sân bay Heathrow                           | Hillingdon, London, Vương quốc Anh                   | LHR/EGLL       | 72.368.030    | Giữ nguyên    | 3,3%       |
| 4.   | Sân bay Haneda                             | Ōta, Tokyo, Nhật Bản                                 | HND/RJTT       | 68.906.636    | Giữ nguyên    | 3,3%       |
| 5.   | Sân bay quốc tế O'Hare                     | Chicago, Illinois, Hoa Kỳ                            | ORD/KORD       | 66.883.271    | Giữ nguyên    | 0,1%       |
| 6.   | Sân bay quốc tế Los Angeles                | Los Angeles, California, Hoa Kỳ                      | LAX/KLAX       | 66.702.252    | Giữ nguyên    | 4,7%       |
| 7.   | Sân bay quốc tế Dubai                      | Garhoud, Dubai, Các tiểu vương quốc Ả Rập Thống nhất | DXB/OMDB       | 66.431.533    | 3             | 15.2%      |
| 8.   | Sân bay Charles de Gaulle                  | Roissy-en-France, Île-de-France, Pháp                | CDG/LFPG       | 62.052.917    | 1             | 0,7%       |
| 9.   | Sân bay quốc tế Dallas/Fort Worth          | Dallas-Fort Worth, Texas, Hoa Kỳ                     | DFW/KDFW       | 60.436.266    | 1             | 3,2%       |
| 10.  | Sân bay quốc tế Soekarno-Hatta             | Cengkareng, Tangerang, Banten, Indonesia             | CGK/WIII       | 59.701.543    | 1             | 3,4%       |
| 11.  | Sân bay quốc tế Hồng Kông                  | Chek Lap Kok, Hong Kong, Trung Quốc                  | HKG/VHHH       | 59.609.414    | 1             | 6,3%       |
| 12.  | Sân bay Frankfurt                          | Frankfurt, Hesse, Đức                                | FRA/EDDF       | 58.036.948    | 1             | 0,9%       |
| 13.  | Sân bay Changi                             | Changi, Singapore                                    | SIN/WSSS       | 53.726.087    | 2             | 5,0%       |
| 14.  | sân bay Amsterdam Schiphol                 | Haarlemmermeer, North Holland, Hà Lan                | AMS/EHAM       | 52.569.250    | 2             | 3,0%       |
| 15.  | Sân bay quốc tế Denver                     | Denver, Colorado, Hoa Kỳ                             | DEN/KDEN       | 52.556.359    | 2             | 1,1%       |
| 16.  | Sân bay quốc tế Bạch Vân Quảng Châu        | Huadu, Quảng Châu, Quảng Đông, Trung Quốc            | CAN/ZGGG       | 52.450.262    | 2             | 8,6%       |
| 17.  | Sân bay Suvarnabhumi                       | Bang Phli, Samut Prakan, Thái Lan                    | BKK/VTBS       | 51.363.451    | 3             | 3,1%       |
| 18.  | sân bay Atatürk Istanbul                   | Istanbul, Thổ Nhĩ Kỹ                                 | IST/LTBA       | 51.172.626    | 2             | 13.6%      |
| 19.  | Sân bay quốc tế John F. Kennedy            | Queens, New York City, bang New York, Hoa Kỳ         | JFK/KJFK       | 50.413.204    | 2             | 2,3%       |
| 20.  | Sân bay quốc tế Kuala Lumpur               | Sepang, Selangor, Malaysia                           | KUL/WMKK       | 47.498.157    | 7             | 19.1%      |
| 21.  | Sân bay quốc tế Phố Đông Thượng Hải        | Phố Đông, Thượng Hải, Trung Quốc                     | PVG/ZSPD       | 47.189.849    | Giữ nguyên    | 5,2%       |
| 22.  | Sân bay quốc tế San Francisco              | quận San Mateo, California, Hoa Kỳ                   | SFO/KSFO       | 44.944.201    | Giữ nguyên    | 1,2%       |
| 23.  | Sân bay quốc tế Charlotte Douglas          | Charlotte, North Carolina, Hoa Kỳ                    | CLT/KCLT       | 43.456.310    | 1             | 5,4%       |
| 24.  | Sân bay quốc tế McCarran                   | Las Vegas, Nevada, Hoa Kỳ                            | LAS/KLAS       | 41.856.787    | 1             | 0,5%       |
| 25.  | Sân bay quốc tế Seoul Incheon              | Incheon, Hàn Quốc                                    | ICN/RKSI       | 41.679.758    | 4             | 6,5%       |
| 26.  | Sân bay quốc tế Miami                      | Miami-Dade County, Florida, Hoa Kỳ                   | MIA/KMIA       | 40.563.071    | 2             | 2,8%       |
| 27.  | Sân bay quốc tế Phoenix Sky Harbor         | Phoenix, Arizona, Hoa Kỳ                             | PHX/KPHX       | 40.318.451    | 2             | 0,3%       |
| 28.  | sân bay liên lục địa George Bush           | Houston, Texas, Hoa Kỳ                               | IAH/KIAH       | 39.865.325    | 2             | 0,1%       |
| 29.  | sân bay Madrid Barajas                     | Madrid, Tây Ban Nha                                  | MAD/LEMD       | 39.729.027    | 10            | 12.1%      |
| 30.  | Sân bay Munich                             | Freising, Bavaria, Đức                               | MUC/EDDM       | 38.672.644    | Giữ nguyên    | 0,8%       |
| 31.  | Sân bay Sydney                             | Sydney, New South Wales, Australia                   | SYD/YSSY       | 38.254.039    | Giữ nguyên    | 2,4%       |
| 32.  | Sân bay quốc tế Indira Gandhi              | Delhi, Ấn Độ                                         | DEL/VIDP       | 36.712.455    | 5             | 7,3%       |
| 33.  | Sân bay quốc tế São Paulo-Guarulhos        | Guarulhos, São Paulo, Brazil                         | GRU/SBGR       | 36.460.923    | 10            | 10.6%      |
| 34.  | Sân bay quốc tế Leonardo da Vinci          | Fiumicino, Lazio, Italia                             | FCO/LIRF       | 36.165.762    | 5             | 2,2%       |
| 35.  | Sân bay quốc tế Toronto Pearson            | Mississauga, Ontario, Canada                         | YYZ/CYYZ       | 36.037.962    | Giữ nguyên    | 3,2%       |
| 36.  | Sân bay quốc tế Hồng Kiều Thượng Hải       | Changning District, Thượng Hải, Trung Quốc           | SHA/ZSSS       | 35.599.643    | 3             | 5,3%       |
| 37.  | Sân bay London Gatwick                     | Crawley, West Sussex, Vương quốc Anh                 | LGW/EGKK       | 35.448.590    | 1             | 3,6%       |
| 38.  | Sân bay quốc tế Narita                     | Narita, Chiba, Nhật Bản                              | NRT/RJAA       | 35.341.341    | 4             | 7,6%       |
| 39.  | sân bay Barcelona–El Prat                  | Barcelona, Tây Ban Nha                               | BCN/LEBL       | 35.210.735    | 5             | 0,2%       |
| 40.  | Sân bay quốc tế Newark Liberty             | Newark, New Jersey, Hoa Kỳ                           | EWR/KEWR       | 35.016.236    | 2             | 3,0%       |
| 41.  | Sân bay quốc tế Orlando                    | Orlando, Florida, Hoa Kỳ                             | MCO/KMCO       | 34.973.645    | 8             | 0,8%       |
| 42.  | Sân bay quốc tế Seattle-Tacoma             | Seattle, Washington, Hoa Kỳ                          | SEA/KSEA       | 34.824.281    | 2             | 4,8%       |
| 43.  | Sân bay quốc tế Minneapolis/St Paul        | St. Paul, Minnesota, Hoa Kỳ                          | MSP/KMSP       | 33.870.693    | 2             | 2,3%       |
| 44.  | Sân bay quốc tế Song Lưu Thành Đô          | Song Lưu, Thành Đô, Tứ Xuyên, Trung Quốc             | CTU/ZUUU       | 33.445.817    | 2             | 5,8%       |
| 45.  | Sân bay quốc tế Ninoy Aquino               | Pasay/Parañaque, Metro Manila, Philippines           | MNL/RPLL       | 32.856.597    | Giữ nguyên    | 3,1%       |
| 46.  | Sân bay quốc tế Detroit                    | Detroit, Michigan, Hoa Kỳ                            | DTW/KDTW       | 32.389.544    | 2             | 0,6%       |
| 47.  | Sân bay quốc tế Bảo An Thâm Quyến          | quận Bảo An, Thâm Quyến, Quảng Đông, Trung Quốc      | SZX/ZGSZ       | 32.268.457    | 2             | 9,1%       |
| 48.  | Sân bay quốc tế Chhatrapati Shivaji        | Mumbai, Maharashtra, Ấn Độ                           | BOM/VABB       | 31.940.026    | Giữ nguyên    | 6,3%       |
| 49.  | Sân bay quốc tế Thành phố México           | Venustiano Carranza, Thành phố México, México        | MEX/MMMX       | 31.534.638    | Tăng          | 6,9%       |
| 50.  | sân bay quốc tế Domodedovo                 | Domodedovo, tỉnh Moskva, Nga                         | DME/UUDD       | 30.765.078    | Tăng          | 9,2%       |

## Thống kê năm 2012
Số liệu trong năm như sau.
| Hạng | Sân bay                                    | Vị trí                                               | Mã (IATA/ICAO) | Tổng lượt khách | Hạng Thay đổi | % Thay đổi |
| ---- | ------------------------------------------ | ---------------------------------------------------- | -------------- | --------------- | ------------- | ---------- |
| 1.   | Sân bay quốc tế Hartsfield–Jackson Atlanta | Atlanta, Georgia, Hoa Kỳ                             | ATL/KATL       | 94.956.643      | Giữ nguyên    | 3,3%       |
| 2.   | Sân bay quốc tế Thủ đô Bắc Kinh            | Triều Dương, Bắc Kinh, Trung Quốc                    | PEK/ZBAA       | 81.929.359      | Giữ nguyên    | 4,5%       |
| 3.   | Sân bay Heathrow                           | Hillingdon, London, Vương quốc Anh                   | LHR/EGLL       | 70.037.417      | Giữ nguyên    | 0,9%       |
| 4.   | Sân bay quốc tế Tokyo                      | Ōta, Tokyo, Nhật Bản                                 | HND/RJTT       | 67.788.722      | 1             | 8,3%       |
| 5.   | Sân bay quốc tế O'Hare                     | Chicago, Illinois, Hoa Kỳ                            | ORD/KORD       | 66.834.931      | 1             | 0,4%       |
| 6.   | Sân bay quốc tế Los Angeles                | Los Angeles, California, Hoa Kỳ                      | LAX/KLAX       | 63.688.121      | Giữ nguyên    | 3,0%       |
| 7.   | Sân bay Charles de Gaulle                  | Roissy-en-Pháp, Île-de-France, Pháp                  | CDG/LFPG       | 61.611.934      | Giữ nguyên    | 1,1%       |
| 8.   | Sân bay quốc tế Dallas-Fort Worth          | Dallas-Fort Worth, Texas, Hoa Kỳ                     | DFW/KDFW       | 58.591.842      | Giữ nguyên    | 1,4%       |
| 9.   | Sân bay quốc tế Soekarno-Hatta             | Cengkareng, Tangerang, Banten, Indonesia             | CGK/WIII       | 57.730.732      | 3             | 14.4%      |
| 10.  | Sân bay quốc tế Dubai                      | Garhoud, Dubai, Các tiểu vương quốc Ả Rập Thống nhất | DXB/OMDB       | 57.684.550      | 3             | 13.2%      |
| 11.  | Sân bay Frankfurt                          | Frankfurt, Hesse, Đức                                | FRA/EDDF       | 57.520.001      | 2             | 1,9%       |
| 12.  | Sân bay quốc tế Hồng Kông                  | Chek Lap Kok, Hong Kong, Trung Quốc                  | HKG/VHHH       | 56.064.248      | 2             | 5,2%       |
| 13.  | Sân bay quốc tế Denver                     | Denver, Colorado, Hoa Kỳ                             | DEN/KDEN       | 53.156.278      | 2             | 0,6%       |
| 14.  | Sân bay Suvarnabhumi                       | Bang Phli, Samut Prakan, Thái Lan                    | BKK/VTBS       | 53.002.328      | 2             | 10.6%      |
| 15.  | Sân bay Changi                             | Changi, Singapore                                    | SIN/WSSS       | 51.181.804      | 3             | 10.0%      |
| 16.  | sân bay Amsterdam Schiphol                 | Haarlemmermeer, North Holland, Hà Lan                | AMS/EHAM       | 51.035.590      | 2             | 2,6%       |
| 17.  | Sân bay quốc tế John F. Kennedy            | Queens, New York City, New York, Hoa Kỳ              | JFK/KJFK       | 49.293.587      | Giữ nguyên    | 3,1%       |
| 18.  | Sân bay quốc tế Bạch Vân Quảng Châu        | Huadu, Quảng Châu, Quảng Đông, Trung Quốc            | CAN/ZGGG       | 48.548.430      | 1             | 7,8%       |
| 19.  | sân bay Madrid Barajas                     | Madrid, Tây Ban Nha                                  | MAD/LEMD       | 45.175.501      | 4             | 9,0%       |
| 20.  | sân bay Atatürk Istanbul                   | Istanbul, Thổ Nhĩ Kỹ                                 | IST/LTBA       | 44.992.420      | 10            | 20.1%      |
| 21.  | Sân bay quốc tế Phố Đông Thượng Hải        | Phố Đông, Thượng Hải, Trung Quốc                     | PVG/ZSPD       | 44.880.164      | 1             | 8,3%       |
| 22.  | Sân bay quốc tế San Francisco              | San Mateo County, California, Hoa Kỳ                 | SFO/KSFO       | 44.431.894      | 1             | 8,6%       |
| 23.  | Sân bay quốc tế McCarran                   | Las Vegas, Nevada, Hoa Kỳ                            | LAS/KLAS       | 41.666.527      | Giữ nguyên    | 0,5%       |
| 24.  | Sân bay quốc tế Charlotte Douglas          | Charlotte, North Carolina, Hoa Kỳ                    | CLT/KCLT       | 41.226.035      | 1             | 5,6%       |
| 25.  | Sân bay quốc tế Phoenix Sky Harbor         | Phoenix, Arizona, Hoa Kỳ                             | PHX/KPHX       | 40.452.009      | 3             | 0,3%       |
| 26.  | sân bay liên lục địa George Bush           | Houston, Texas, Hoa Kỳ                               | IAH/KIAH       | 40.022.736      | 2             | 0,5%       |
| 27.  | Sân bay quốc tế Kuala Lumpur               | Sepang, Selangor, Malaysia                           | KUL/WMKK       | 39.887.866      | 1             | 6,6%       |
| 28.  | Sân bay quốc tế Miami                      | quận Miami-Dade, Florida, Hoa Kỳ                     | MIA/KMIA       | 39.467.444      | 2             | 3,0%       |
| 29.  | Sân bay quốc tế Seoul Incheon              | Incheon, Hàn Quốc                                    | ICN/RKSI       | 39.154.375      | 4             | 11.3%      |
| 30.  | Sân bay Munich                             | Munich, Bavaria, Đức                                 | MUC/EDDM       | 38.360.604      | 3             | 1,6%       |
| 31.  | Sân bay Sydney                             | Sydney, New South Wales, Australia                   | SYD/YSSY       | 37.342.798      | Giữ nguyên    | 3,7%       |
| 32.  | Sân bay quốc tế Leonardo da Vinci          | Fiumicino, Rome, Italia                              | FCO/LIRF       | 36.980.161      | 3             | 1,8%       |
| 33.  | Sân bay quốc tế Orlando                    | Orlando, Florida, Hoa Kỳ                             | MCO/KMCO       | 35.214.430      | 1             | 0,4%       |
| 34.  | sân bay Barcelona                          | Barcelona, Catalonia, Tây Ban Nha                    | BCN/LEBL       | 35.131.771      | 1             | 2,2%       |
| 35.  | Sân bay quốc tế Toronto Pearson            | Mississauga, Ontario, Canada                         | YYZ/CYYZ       | 34.912.456      | 3             | 4,4%       |
| 36.  | Sân bay London Gatwick                     | Crawley, West Sussex, Anh, Vương quốc Anh            | LGW/EGKK       | 34.222.405      | Giữ nguyên    | 1,7%       |
| 37.  | Sân bay quốc tế Indira Gandhi              | Delhi, Ấn Độ                                         | DEL/VIDP       | 34.211.608      | 3             | 1,5%       |
| 38.  | Sân bay quốc tế Newark Liberty             | Newark, New Jersey, Hoa Kỳ                           | EWR/KEWR       | 33.993.962      | 1             | 0,9%       |
| 39.  | Sân bay quốc tế Hồng Kiều Thượng Hải       | Changning District, Thượng Hải, Trung Quốc           | SHA/ZSSS       | 33.828.726      | Giữ nguyên    | 2,2%       |
| 40.  | Sân bay quốc tế Seattle-Tacoma             | Seattle, Washington, Hoa Kỳ                          | SEA/KSEA       | 33.219.723      | 1             | 1,2%       |
| 41.  | Sân bay quốc tế Minneapolis-Saint Paul     | Fort Snelling, Minnesota, Hoa Kỳ                     | MSP/KMSP       | 33.125.768      | 1             | 0,2%       |
| 42.  | Sân bay quốc tế Narita                     | Narita, Chiba, Nhật Bản                              | NRT/RJAA       | 32.874.530      | ?             | 17.2%      |
| 43.  | Sân bay quốc tế São Paulo-Guarulhos        | Guarulhos, São Paulo, Brazil                         | GRU/SBGR       | 32.477.646      | 2             | 6,9%       |
| 44.  | Sân bay quốc tế Detroit                    | Detroit, Michigan, Hoa Kỳ                            | DTW/KDTW       | 32.205.358      | 2             | 0,7%       |
| 45.  | Sân bay quốc tế Ninoy Aquino               | Pasay/Parañaque, Metro Manila, Philippines           | MNL/RPLL       | 31.878.935      | 1             | 7,9%       |
| 46.  | Sân bay quốc tế Song Lưu Thành Đô          | Song Lưu, Thành Đô, Tứ Xuyên, Trung Quốc             | CTU/ZUUU       | 31.599.353      | 1             | 8,7%       |
| 47.  | Philadelphia                               | Philadelphia, Pennsylvania, Hoa Kỳ                   | PHL/KPHI       | 30.228.596      | 4             | 2,0%       |
| 48.  | Sân bay quốc tế Chhatrapati Shivaji        | Mumbai, Maharashtra, Ấn Độ                           | BOM/VABB       | 30.038.696      | 4             | 1,3%       |
| 49.  | Sân bay quốc tế Bảo An Thâm Quyến          | quận Bảo An, Thâm Quyến, Quảng Đông, Trung Quốc      | SZX/ZGSZ       | 29.569.725      | Giữ nguyên    | 4,7%       |
| 50.  | Sân bay quốc tế Tullamarine                | Melbourne, Victoria, Australia                       | MEL/YMML       | 29.431.084      | Giữ nguyên    | 4,9%       |